# Mi Plan
Mi Plan je četvrti studijski album kanadske pjevačice Nelly Furtado. Ujedno to je njen prvi album na španjolskom jeziku. Objavljen je 15. rujna 2009. godine u izdanju diskografskih kuća Universal Music Latin Entertainment i Nelstar.

## Uspjeh albuma
Mi Plan je općenito dobro prihvaćen od strane kritike, zasluživši ocjenu 71/100 profesionalnih glazbenih kritičara Metacritica.
Billboard je album opisao kao "iskrene pjesme koje imaju sklonost melodijskom senzibilitetu prije nego ritmičkim inovacijama te predstavlja mješavinu ranjivosti i ozbiljnosti".
The Boston Globe je album opisao kao "Furtadini pop refreni senzibilirani s latino glazbom".

## Singlovi
- "Manos al Aire" je najavni singl albuma. Objavljen je 30. lipnja 2009. godine.
- "Más" je drugi singl s albuma. Objavljen je 18. prosinca 2009. godine u Njemačkoj.
- "Bajo Otra Luz" (featuring Julieta Venegas & La Mala Rodríguez) je treći singl s albuma. Objavljen je 4. svibnja na radiju dok je službeno izdanje bilo 15. lipnja 2010. godine.

### Promotivni singlovi
- "Más" je bio prvi promotivni singl objavljen 21. srpnja 2009. godine. Sada je drugi singl s albuma.
- "Mi Plan" (featuring Alex Cuba) je bio drugi promotivni singl s albuma. Objavljen je 11. kolovoza 2009. godine.
- "Bajo Otra Luz" (featuring Julieta Venegas & La Mala Rodríguez) je bio treći promotivni singl s albuma objavljen 31. kolovoza 2009. godine.
- "Silencio" (featuring Josh Groban) je bio objavljen 1. rujna 2009. godine preko Rhapsodyja.

## Popis pjesama
| 1.    | »Manos al Aire«                                                                | Nelly Furtado, James Bryan, Alex Cuba      | Nelly Furtado, James Bryan                          | 3:29 |
| 2.    | »Más«                                                                          | Furtado, Lester Méndez, Andrés Recio       | Lester Mendez                                       | 3:31 |
| 3.    | »Mi Plan« (featuring Alex Cuba)                                                | Furtado, Bryan, Cuba                       | Nelly Furtado, James Bryan                          | 4:05 |
| 4.    | »Sueños« (featuring Alejandro Fernández)                                       | Furtado, Bryan, Cuba                       | Nelly Furtado, James Bryan, Brian West              | 3:10 |
| 5.    | »Bajo Otra Luz« (featuring Julieta Venegas & La Mala Rodríguez)                | Julieta Venegas, Maria "La Mala" Rodríguez | Nelly Furtado, Julieta Venegas, The Demolition Crew | 4:19 |
| 6.    | »Vacación«                                                                     | Furtado, Mendez, Venegas                   | Lester Mendez                                       | 3:43 |
| 7.    | »Suficiente Tiempo«                                                            | Furtado, Cuba                              | Salaam Remi                                         | 3:03 |
| 8.    | »Fuerte« (featuring Concha Buika)                                              | Furtado, Mendez, Julio Reyes Copello       | Lester Mendez                                       | 3:34 |
| 9.    | »Silencio« (featuring Josh Groban)                                             | Furtado, Mendez, Julio Reyes Copello       | Lester Mendez                                       | 3:34 |
| 10.   | »Como Lluvia« (featuring Juan Luis Guerra)                                     | Furtado, Mendez, Juan Luis Guerra          | Lester Mendez                                       | 3:37 |
| 11.   | »Feliz Cumpleaños« (uključuje skrivenu pjesmu "Fantasma" koja počinje na 5:11) | Furtado, Bryan, Cuba                       | Nelly Furtado, The Demoltion Crew                   | 8:44 |
| 44:39 |                                                                                |                                            |                                                     |      |

## Vanjske poveznice
- Mi Plan na Metacriticu